# Regina Tiedeken
Regina Tiedeken (* im 20. Jahrhundert) ist eine deutsche Kostümbildnerin.

## Leben und Werdegang
Regina Tiedeken machte ihr Abitur 1992 am Gymnasium Paulinum in Münster. Nach einer Ausbildung zur Schneiderin studierte sie an der Universität der Künste Berlin in der Meisterklasse von Vivienne Westwood und schloss ihr Studium im Jahr 2000 ab. Bis 2005 war sie als künstlerische Assistentin von Vivienne Westwood tätig. Seitdem arbeitet sie als Kostümbildnerin für Filme. Zu den bekannten Produktionen, deren Kostümbild sie verantwortete, gehören Türkisch für Anfänger, Fack ju Göhte, Teil 1 bis 3, und Das perfekte Geheimnis.
Zusammen mit ihrer Designerkollegin Friederike von Wedel-Parlow vertrieb sie das Label von „Wedel & Tiedeken“. Die beiden hatten sich während ihrer Studienzeit an der Akademie der Künste in Berlin kennengelernt. Im Jahr 2004 hatten sie bereits ihre erste gemeinsame Kollektion entworfen, Anfang 2009 endete die Zusammenarbeit. Gemeinsam mit ihrem Ehemann Thomas Keller betreibt sie heute das Modelabel „Tiedeken“.

## Auszeichnungen
Der Film Rocca verändert die Welt, für den sie das Kostümbild verantwortete, gewann 2019 den Deutschen Filmpreis. Für das Kostümbild von In einem Land, das es nicht mehr gibt war sie 2023 für den Deutschen Filmpreis in der Kategorie „Bestes Kostümbild“ nominiert und gewann den Günter-Rohrbach-Filmpreis.
Sie ist Mitglied der Deutschen Filmakademie.